# San Damián Texoloc
La municipalité de San Damián Texoloc est l'une des 60 municipalités qui composent l'État mexicain de Tlaxcala, son chef-lieu étant la ville du même nom. Sa ville homonyme, la seule localité de la municipalité est fondée depuis l'époque préhispanique et est élevée au rang de municipalité le 27 septembre 1995, appartenait auparavant à la municipalité de Santa Isabel Tetlatlahuca (es).